# Macropygia mackinlayi
Rola-cuco-de-mackinlay ou rola-cuco-melanésia-oriental (Macropygia mackinlayi) é uma espécie de ave da família Columbidae.
Pode ser encontrada nos seguintes países: Papua-Nova Guiné, Ilhas Salomão e Vanuatu.